# Jang Shin-young
Jang Shin-young (Hangul: 장신영) es una actriz surcoreana. 

## Biografía
El 18 de noviembre de 2006 se casó con Wi Seung-cheol, director de marketing de la agencia de gestión de Bae Yong-joon BOF, la pareja le dio la bienvenida a un hijo Jung Ahn, sin embargo en el 2009 se divorciaron.
Comenzó a salir con el actor Kang Kyung-joon, después de cinco años la pareja se casó el 25 de mayo de 2018. En junio de 2019 se anunció que estaban esperando a su primer hijo juntos, finalmente el 29 de septiembre le dieron la bienvenida a su hijo Ah Ri.

## Carrera
Debutó a través de un concurso de belleza local en 2001.
Es conocida por su interpretación de femme fatale en el drama de E. Channe La emperatriz (2011). Fue la protagonista en Thorn Flower (2013), el primer drama diario del canal de cable jTBC.

## Filmografía

### Series
| Año         | Título                          | Papel                                        | Red       |
| ----------- | ------------------------------- | -------------------------------------------- | --------- |
| 2002        | Wuri's Family                   |                                              |           |
| 2002        | Story of Two Men                |                                              |           |
| 2002        | Sunrise House                   | Jung Yun-hee                                 | SBS       |
| 2003        | Forever Love                    |                                              |           |
| 2003        | Pretty Woman                    |                                              |           |
| 2003        | Desert Spring                   |                                              |           |
| 2005        | Rebirth - NEXT                  |                                              |           |
| 2007        | Winter Bird                     |                                              |           |
| 2009        | The Road Home                   | Han Soo-in                                   | KBS1      |
| 2010        | I Am Legend                     | Kang Soo-in                                  | SBS       |
| 2011        | Drama Special "Perfect Spy"     | Yoo-mi                                       | KBS2      |
| 2011        | Gwanggaeto, The Great Conqueror | Yeon-hwa                                     | KBS1      |
| 2011        | Drama Special "Linger"          | Cho-yeon                                     | KBS2      |
| 2011        | The Empress                     | Seo In-hwa                                   | E Channel |
| 2011        | Bride of the Sun                | Kim Hyo-won                                  | SBS       |
| 2012        | The Chaser                      | Shin Hye-ra                                  | SBS       |
| 2013        | Flower of Revenge               | Jeon Se-mi/Jennifer Dyer Mason/Choi Seo-yeon | jTBC      |
| 2013        | Empire of Gold                  | Yoon Seol-hee                                | SBS       |
| 2014        | My Spring Days                  | Bae Ji-won                                   | MBC       |
| 2015        | My Heart Twinkle Twinkle        | Lee Soon-jin                                 | SBS       |
| 2017        | Radiant Office                  | Jo Seok-kyung                                | MBC       |
| 2017 - 2018 | Bad Guys: City of Evil          | Kim Ae-kyung                                 | OCN       |
| 2019        | Babel                           | Tae Yoo-ra                                   | TV Chosun |
| 2022        | Cleaning Up                     | Geum Jan-di                                  | JTBC      |

### Cine
| Año  | Título                 | Papel          |
| ---- | ---------------------- | -------------- |
| 2002 | No Comment             |                |
| 2004 | Springtime             | Su-yeon        |
| 2005 | Red Eye                | Oh Mi-sun      |
| 2010 | First Love             |                |
| 2010 | The Piano in a Factory | esposa de Chen |
| 2010 | The Outlaw             | Han So-young   |

### Vídeos musicales
- "Take a Drink With You" (Davichi, 2013)
- "Wash" (Seo In-young, 2011)
- "Wounded" (Min Kyung-hoon, 2010)
- "Ping" (Clazziquai, 2009)
- "어떻게 사람이 그래" (Noblesse, 2009)
- "Bye Bye Bye" (Monday Kiz, 2005)
- "A Thorn Tree That Loved Yearning" (Tei, 2005)
- "Did We Really Love" (Browneyed Soul, 2003)

### Espectáculo de variedades
- Beauty Up (jTBC, 2012)
- Law of the Jungle W (SBS, 2012)[9][10]
- Fashion of Cry (On Style, 2011)
- Fox's Butler (MBC, 2010)
- TV Entertainment Tonight (SBS, 2004-2005)
- Guesthouse Daughters  (KBS, 2017)
- Same Bed, Different Dreams 2 - You Are My Destiny (SBS, 2017)

## Premios
- 2017 MBC Drama Awards: premio dorado de actuación,  actriz en una miniserie  (Radiant Office)
- 2012 SBS Drama Awards: premio especial de actuación,  actriz en una ainiserie  (The Chaser)
- 2001 71st Miss Chunhyang Contest